# 渡邊国佳
渡邊 国佳（わたなべ くによし、1967年〈昭和42年〉2月11日 - ）は、日本の警察官僚。

## 来歴
静岡県三島市出身。静岡県立韮山高等学校を経て、1990年（平成2年）、東京大学教養学部を卒業。同年、警察庁に入庁。
入庁後、警視庁第一方面本部長、警察庁刑事局捜査第二課長、滋賀県警察本部長、警察庁警備局警備企画課長、警察庁長官官房人事課長、警視庁刑事部長、警察庁刑事局組織犯罪対策部長などを歴任。
2022年（令和4年）8月5日、警察庁長官官房総括審議官に就任。
2023年（令和5年）1月16日、警察庁刑事局長に就任。刑事局長就任後、全国で相次いだルフィ広域強盗事件を受けて、14都府県警察の刑事部長ら幹部を集めた捜査会議を開き、首謀者らの検挙や事案の全貌解明、幅広い情報共有と迅速な捜査の推進を指示した。2024年8月27日、辞職。